# اگلسبی (تگزاس)
اگلسبی، تگزاس (به انگلیسی: Oglesby, Texas) یک شهر در ایالات متحده آمریکا با جمعیت ۴۵۸ نفر است که در تگزاس واقع شده‌است.

## موقعیت جغرافیایی
موقعیت جغرافیایی شهرها و مناطق اطراف به شرح زیر است: